# Список экорегионов Судана
Ниже приведен список экорегионов в Судане, как это определено Всемирным Фондом дикой природы (ВФП).

## Наземные экорегионы
по совокупности экосистем

### Затопляемые луга и саванны
- Сахарские затопленные луга (на спорной территории Абьей)

### Тропические и субтропические влажные широколиственные леса
- Эфиопские горные леса

### Тропические и субтропические луга, саванны и кустарники
- Восточные Суданские саванны
- Сахельская акациевая саванна
- Сомалийские чащи и кустарниковые заросли акации и коммифоры

### Альпийские луга
- Эфиопские горные луга и редколесья

### Пустыни и засухоустойчивые кустарники
- Восточно-сахарские горные ксерические редколесья
- Горные ксерические редколесья Тибести и Эль-Увейната
- Прибрежная пустыня Красного моря
- Пустыня Сахара
- Эфиопские ксерические луга и кустарниковые степи
- Южно-сахарские степи и редколесья